# Iver Fossum
Iver Fossum (ur. 15 lipca 1996 w Drammen) – norweski piłkarz grający na pozycji pomocnika w FC Midtjylland.

## Życiorys
Jest wychowankiem Strømsgodset IF. W pierwszym zespole tego klubu grał w latach 2013–2016. W rozgrywkach Eliteserien zagrał po raz pierwszy 28 kwietnia 2013 w wygranym 2:1 meczu z Molde FK. 1 stycznia 2016 odszedł za 2 miliony euro do niemieckiego Hannoveru 96. W Bundeslidze zadebiutował 27 lutego 2016 w wygranym 2:1 spotkaniu z VfB Stuttgart. Grał w nim do 88. minuty, po czym został zmieniony przez Artura Sobiecha. 16 sierpnia 2019 został piłkarzem duńskiego Aalborgu BK. W kwietniu 2023 ogłosił, że nie przedłuży kontraktu z tym zespołem. 10 lipca 2023 został zawodnikiem FC Midtjylland.
W reprezentacji Norwegii zadebiutował 29 maja 2016 w przegranym 0:3 meczu z Portugalią. Do gry wszedł w 74. minucie, zmieniając Valona Berishę.